# Pertate
Pertate (em cirílico: Пертате) é uma vila da Sérvia localizada no município de Lebane, pertencente ao distrito de Jablanica, na região de Jablanica. A sua população era de 1303 habitantes segundo o censo de 2002.

## Demografia
| 1948  | 1953  | 1961  | 1971  | 1981  | 1991  | 2002  | 2011  |
| ----- | ----- | ----- | ----- | ----- | ----- | ----- | ----- |
| 1 246 | 1 321 | 1 381 | 1 424 | 1 535 | 1 426 | 1 559 | 1 303 |